# Atari Masterpieces
Atari Masterpieces (engl. für Atari Meisterstücke) ist eine Videospielserie für das Nokia N-Gage. Es handelt sich bei den Titeln um Spielesammlungen die alte Atari-Klassiker enthalten. Der erste Teil (Atari Masterpieces Vol. I) erschien am 13. Oktober 2005.

## Atari Masterpieces Vol. I
Nach dem ersten Start sind acht Spiele im Menü wählbar, vier weitere können noch freigespielt werden. Dazu müssen Highscores bei verschiedenen Spielen überboten werden. Außerdem lassen sich so auch drei Bonusvideos zum Thema Atari freischalten. Die Punktestände ließen sich auch über die N-Gage Arena hochladen.

### In der Sammlung enthaltene Spiele
- Adventure (muss freigespielt werden)
- Asteroids
- Battlezone
- Black Widow
- Millipede
- Missile Command
- Red Baron
- Lunar Lander
- Super Breakout
- Surround (muss freigespielt werden)
- Video Chess (muss freigespielt werden)
- Yars’ Revenge (muss freigespielt werden)

Die Spiele wurden speziell an die N-Gage-Plattform angepasst und optimiert.

### Pressestimmen
- Die acht Arcadeklassiker sind auch mit viel Liebe zum Detail an das N-Gage angepasst worden […]. (Gamezone.de)
- Nostalgiker dieser Welt, vereinigt euch! Dank der guten Spielauswahl, der liebevollen Aufmachung und der exzellenten Steuerung wissen die Atari Masterpieces im Volume 1 zu überzeugen. (N-Page.de)

## Atari Masterpieces Vol. II
Der zweite Teil der Serie ähnelt sehr dem ersten. Es sind wieder zwölf Spiele in der Sammlung enthalten, wobei vier erst wieder freigespielt werden müssen, genauso wie drei Videos. Außerdem ließen sich wieder Highscores über die N-Gage Arena hochladen.

### In der Sammlung enthaltene Spiele
- Air-Sea Battle (muss freigespielt werden)
- Asteroids Deluxe
- Canyon Bomber (muss freigespielt werden)
- Centipede
- Crystal Castles
- Liberator
- Mini Golf (muss freigespielt werden)
- Pong
- Space Duel
- Tempest
- Video Checkers (muss freigespielt werden)
- Warlords

Auch die Spiele in dieser Sammlung wurden wieder speziell an die N-Gage-Plattform angepasst und optimiert.

### Pressestimmen
- Auch ’Atari Masterpieces Vol.2’ bietet für Nostalgiker wieder jede Menge Spielspaß und weckt vor allem Erinnerungen an die gute alte Zeit. (Gamezone.de)